# Джон Вейн
Джон Вейн (англ. John Wayne, уроджений Маріон Роберт Моррісон 26 травня 1907 — 11 червня 1979) — американський актор.

## Біографія
Маріон Роберт Моррісон народився 26 травня 1907 року в Вінтерсеті (Winterset), штат Айова. Пізніше батьки змінили його ім'я на Маріон Майкл Моррісон, бо вирішили назвати Робертом наступного сина. Він був сином аптекаря, який збанкрутував під час великої кризи кінця 1920-х років. Це сталося якраз тоді, коли молодий Моррісон навчався в університеті Південної Каліфорнії за стипендію футболіста. Під час літніх канікул він підробляв різноробом у павільйонах кіностудії «Фокс» і тоді заприятелював з відомим режисером Джоном Фордом, який з часом і створив з нього зірку. Починаючи з 1928 року він з'являється у невеликих ролях у фільмах Форда та інших режисерів, тоді ще під псевдонімом Дюк Моррісон. Слово Дюк означає «герцог». Прізвисько Дюк пізніше вживалося так само часто, як і псевдонім Джон Вейн.
1930 року режисер Рауль Волш довіряє йому першу головну роль у вестерні «Велика стежка». Саме Волш підбирає йому артистичний псевдонім Джон Вейн. Після цієї ролі високий молодик (190 сантиметрів зросту) приємної зовнішності протягом 30-х років з'являється у 80 вестернах. З точки зору сьогодення, це дуже часто нічого не варті стрічки, у яких Вейн гарцює на коні чи виспівує любовні балади під бренькіт гітари. Як актор, він відбувся лише 1939 року після ролі Рінґо Кіда у класичному вестерні Джона Форда «Диліжанс».
По тому Вейн з'являється у наступних фільмах Форда (загалом у 18-ти), популярність актора набуває нечуваних розмірів. Будь-який фільм за його участю гарантує касові прибутки. Актор стає символом Америки. У деяких із цих фільмів Вейн навіть демонструє непогане акторство. Зокрема за роль у стрічці «Справжня мужність» (1969) актор отримує свого єдиного у житті «Оскара». До найкращих фільмів у доробку актора можна віднести воєнну драму «Довга дорога додому» (1939), цілу низку класичних вестернів кінця 1940-х років («Ріо Гранде», «Форт Апачі», «Червона ріка», «Вона одягла червону стрічку»).
Окрім Форда, Вейн співпрацював із двома іншими геніальними постановниками вестернів, режисерами Говардом Гоуксом (5 фільмів) та Генрі Гетевеєм (7 фільмів). Актор отримав «Оскара» саме за роль у фільмі останнього.
Він є режисером двох фільмів: історичного вестерну «Форт Аламо» та стрічки «Зелені берети», що відображає участь армії США на боці антикомуністичних сил Сайгону проти в'єтконговців Ханою, що підтримувалися зброєю і військами комуністичних режимів СРСР і КНР. Фільм  «Зелені берети», який вийшов на екрани у 1968 р., знятий із бюджетом у 7 млн. $, був високо оцінений американськими ветеранами за реалістичність, але викликав істерію в лівацьких колах США. На догоду їм режисер лівих поглядів Олівер Стоун значно пізніше зняв фільм-антипод "Взвод" (1986) на аналогічну тему. з аналогічним бюджетом, що мав затаврувати злочини армії США у В'єтнамі; його фільм був захоплено зустрінутий Голівудом, де традиційно сильні ліві погляди, попри те, що він заперечував політичну місію США у В'єтнамі, які намагалися врятувати країну від встановлення тоталітарного режиму. На сьогодні видно, що саме фільм Вейна витримав перевірку часом і є реалістичним як ніколи, а фільм Стоуна виглядає політичною карикатурою.
У 1960-х роках, коли класичний вестерн почав втрачати свою популярність, здоров'я Джона Вейна похитнулося. Він любив добряче випити, випалював щодня по 3-4 пачки сигарет, але головною причиною хвороби було інше. 1956 року актор знімався в ролі Чингісхана у фільмі режисера Діка Пауелла «Завойовник». Зйомки відбувалися у штаті Юта, поблизу атомного полігону. Знімальна група зазнала радіоактивного опромінення і майже половина її членів пізніше померла від раку, зокрема й виконавиця головної жіночої ролі Сьюзен Гейворд.
1963 року і в Джона Вейна було виявлено рак легень. Він пройшов через низку операцій, 5 років мужньо боровся з хворобою, поки лікарі сказали, що раку немає. Однак ще через 10 років у нього виявили рак шлунку, який і став причиною смерті. Актор не припиняв зйомки у фільмах до останніх днів життя. Джон Вейн помер у Лос-Анджелесі 11 червня 1979 року.

## Особисте життя
Джон Вейн був тричі одружений — щоразу з жінкою латиноамериканського походження. Його син Майкл очолює родинну продюсерську компанію, молодші сини робили спроби стати акторами, але без особливого успіху.
Джону Вейну відразу ж після його смерті було встановлено бронзовий пам'ятник у вигляді ковбоя на коні. Це унікальний випадок в історії Голлівуду, бо в США не існує розвиненої традиції вшановувати пам'ять видатних людей кіно пам'ятниками та погруддями.
Про Джона Вейна написано безліч монографій та книг, але він не написав власної автобіографічної книги і пояснив це такими словами: «Ті, хто мене любить, і так мене знають, а ті, хто мене не любить, не захочуть читати про мене».

## Фільмографія

### Актор
- 1926 — Brown of Harvard — Yale Football Player (uncredited)
- 1926 — Bardelys the Magnificent — Guard (uncredited)
- 1926 — The Great K & A Train Robbery — Extra (uncredited)
- 1927 — Annie Laurie — Extra (uncredited)
- 1927 — The Draw-Back — Opposing Football Player
- 1927 — The Drop Kick — Extra (uncredited)
- 1927 — Seeing Stars — Tall Boy
- 1928 — Mother Machree — Extra (uncredited)
- 1928 — Four Sons — Extra (uncredited)
- 1928 — Hangman's House — Horse Race Spectator / Condemned Man (uncredited)
- 1928 — A Home-Made Man — Extra (uncredited)
- 1928 — Noah's Ark — Flood extra (uncredited)
- 1929 — Speakeasy — Extra (uncredited)
- 1929 — The Black Watch — Extra (uncredited)
- 1929 — Words and Music — Pete Donahue
- 1929 — Salute — Bill, Midshipman
- 1929 — The Forward Pass — Extra (uncredited)
- 1930 — Men Without Women — Radioman on surface (uncredited)
- 1930 — Born Reckless — Soldier (uncredited)
- 1930 — Rough Romance — Lumberjack (uncredited)
- 1930 — Cheer Up and Smile — Bit role (uncredited)
- 1930 — Велика стежка / The Big Trail — Брік Коулман (перша головна роль)
- 1931 — Girls Demand Excitement — Peter Brooks
- 1931 — Three Girls Lost — Gordon Wales
- 1931 — Arizona (film) — Lt. Bob Denton
- 1931 — The Deceiver — Reginald Thorpe's corpse
- 1931 — Конфлікт на ранчо / The Range Feud — Клінт Тернер
- 1931 — Maker of Men — Dusty Rhodes
- 1932 — The Shadow of the Eagle — Craig McCoy
- 1932 — Техаський циклон / Texas Cyclone — Стів Пікетт
- 1932 — Закон з двома кулаками / Two-Fisted Law — Дьюк
- 1932 — Леді та джентльмен / Lady and Gent — Базз Кіні
- 1932 — The Hurricane Express — Larry Baker
- 1932 — Осідлай його, ковбой / Ride Him, Cowboy — Джон Друрі
- 1932 — That's My Boy — Football Player
- 1932 — Велика тиснява / The Big Stampede — Джон Стіл
- 1932 — Примарне золото / Haunted Gold — Джон Мейсон
- 1933 — Телеграф / The Telegraph Trail — Джон Трент
- 1933 — The Three Musketeers — Tom Wayne
- 1933 — Central Airport — Co-pilot in wreck (uncredited)
- 1933 — Somewhere in Sonora — John Bishop
- 1933 — His Private Secretary — Dick Wallace
- 1933 — The Life of Jimmy Dolan — Smith
- 1933 — Baby Face — Jimmy McCoy
- 1933 — Людина із Монтерей / The Man from Monterey — капітан Джон Голмс
- 1933 — Вершники долі / Rider of Destiny — Сенді Сондерс
- 1933 — The Sweetheart of Sigma Chi — Bit part
- 1933 — College Coach — Student
- 1933 — Sagebrush Trail — John Brant
- 1934 — The Lucky Texan — Jerry Mason
- 1934 — Захід розколу / West of the Divide — Тед Гейден
- 1934 — Блакитна сталь / Blue Steel — Джон Каррутерс
- 1934 — The Man from Utah — John Westen
- 1934 — Ренді їде наодинці / Randy Rides Alone — Ренді Баверс
- 1934 — Зірковий пакувальник / The Star Packer — Джон Треверс
- 1934 — The Trail Beyond — Rod Drew
- 1934 — Межа беззаконня / The Lawless Frontier — Джон Тобін
- 1934 — Під небесами Аризони / 'Neath the Arizona Skies — Кріс Моррел
- 1935 — Техаський жах / Texas Terror — Джон Гіггінс
- 1935 — Веселкова долина / Rainbow Valley — Джон Мартін
- 1935 — The Desert Trail — John Scott
- 1935 — Вершник світанку / The Dawn Rider — Джон Мейсон
- 1935 — Райський каньйон / Paradise Canyon — Джон Вайатт
- 1935 — Шлях на захід / Westward Ho — Джон Вайатт
- 1935 — Новий рубіж / The New Frontier — Джон Доусон
- 1935 — Хребет беззаконня / Lawless Range — Джон Мідлтон
- 1936 — Орегонська стежка / The Oregon Trail — капітан Джон Дельмонт
- 1936 — Беззаконні дев'яності /The Lawless Nineties — Джон Тіптон
- 1936 — Король Пекос / The King of Pecos — Джон Клейборн
- 1936 — Самотня стежка / The Lonely Trail — капітан Джон Ешлі
- 1936 — Вітри пустелі / Winds of the Wasteland — Джон Блер
- 1936 — Руйнівники моря / Sea Spoilers — Боб Рендалл
- 1936 — Конфлікт / Conflict — Пет Глендон
- 1937 — California Straight Ahead! — Biff Smith
- 1937 — I Cover the War — Bob Adams
- 1937 — Idol of the Crowds — Johnny Hanson
- 1937 — Adventure's End — Duke Slade
- 1937 — Born to the West — Dare Rudd
- 1938 — Pals of the Saddle — Stoney Brooke
- 1938 — Overland Stage Raiders — Stoney Brooke
- 1938 — Santa Fe Stampede — Stoney Brooke
- 1938 — Red River Range — Stoney Brooke
- 1939 — Диліжанс / Stagecoach — Рінго Кід
- 1939 — The Night Riders — Stoney Brooke
- 1939 — Three Texas Steers — Stoney Brooke
- 1939 — Wyoming Outlaw — Stoney Brooke
- 1939 — New Frontier — Stoney Brooke
- 1939 — Allegheny Uprising — Jim Smith
- 1940 — Dark Command — Bob Seton
- 1940 — Three Faces West — John Phillips
- 1940 — The Long Voyage Home — Ole Olson
- 1940 — Сім грішників / Seven Sinners — лейтенант Ден Брент
- 1941 — A Man Betrayed — Lynn Hollister
- 1941 — Lady from Louisiana — John Reynolds
- 1941 — The Shepherd of the Hills — Matt Matthews
- 1942 — Lady for a Night — Jack Morgan
- 1942 — Reap the Wild Wind — Capt. Jack Stuart
- 1942 — The Spoilers — Roy Glennister
- 1942 — In Old California — Tom Craig
- 1942 — Flying Tigers — Jim Gordon
- 1942 — Знову разом у Парижі / Reunion in France — Пет Талбот
- 1942 — Pittsburgh (film) — Charles «Pittsburgh» Markham
- 1943 — A Lady Takes a Chance — Duke Hudkins
- 1943 — In Old Oklahoma — Dan Somers
- 1944 — The Fighting Seabees — Wedge Donovan
- 1944 — У сідлі / Tall in the Saddle — Роклін
- 1944 — Flame of Barbary Coast — Duke Fergus
- 1945 — Повернення до Батаана / Back to Bataan — полковник Джозеф Медден
- 1945 — They Were Expendable — Lt. Rusty Ryan
- 1945 — Дакота / Dakota — Джон Девлін
- 1946 — Without Reservations — Rusty Thomas
- 1947 — Angel and the Badman — Quirt Evans
- 1947 — Магнат / Tycoon — Джонні Манро
- 1948 — Червона річка / Red River — Томас Дансон
- 1948 — Форт Апачі / Fort Apache — капітан Кірбі Йорк
- 1948 — Три Хрещених Батька / Three Godfathers — Роберт Мармад'юк Хайтавер
- 1948 — Wake of the Red Witch — Capt. Ralls
- 1949 — The Fighting Kentuckian — John Breen
- 1949 — She Wore a Yellow Ribbon (film) — Capt. Nathan Brittles
- 1949 — Sands of Iwo Jima — Sgt. John M. Stryker
- 1950 — Rio Grande — Lt. Col. Kirby Yorke
- 1951 — Operation Pacific — «Duke» Gifford
- 1951 — Flying Leathernecks — Major Dan Kirby
- 1952 — The Quiet Man — Sean Thornton
- 1952 — Big Jim McLain — Big Jim McLain
- 1953 — Trouble Along the Way — Steve Aloysius Williams
- 1953 — Island in the Sky — Capt. Dooley
- 1953 — Hondo — Hondo Lane
- 1954 — The High and the Mighty — Dan Roman
- 1955 — The Sea Chase — Capt. Karl Ehrlich
- 1955 — Screen Directors Playhouse — Mike Cronin
- 1955 — Blood Alley — Captain Tom Wilder
- 1956 — Завойовник / The Conqueror — Темуджин
- 1956 — Шукачі / The Searchers — Ітан Едвардс
- 1957 — The Wings of Eagles — Frank «Spig» Wead
- 1957 — Льотчик / Jet Pilot — Джим Шеннон
- 1957 — Legend of the Lost — Joe January
- 1958 — Варвар і Гейша / The Barbarian and the Geisha — Таунсенд Гарріс
- 1959 — Ріо Браво / Rio Bravo — шериф Джон Т. Ченс
- 1959 — The Horse Soldiers — Col. John Marlowe
- 1960 — Форт Аламо / The Alamo — полковник Деві Крокетт / режисер
- 1960 — North to Alaska — Sam McCord
- 1960 — Wagon Train — General William Tecumseh Sherman
- 1961 — The Comancheros — Jake Cutter
- 1962 — Alcoa Premiere — Marine Sergeant
- 1962 — Людина, яка застрелила Ліберті Веленса — Tom Doniphon
- 1962 — Гатарі! / Hatari! — Шон Мерсер
- 1962 — Найдовший день / The Longest Day — лейтенант Вандервурт
- 1962 — Як підкорили Захід — Gen. William Tecumseh Sherman
- 1963 — Donovan's Reef — Michael Patrick Donovan
- 1963 — МакЛінток! / McLintock! — Джордж МакЛінток
- 1964 — Circus World — Matt Masters
- 1965 — Найвеличніша історія з коли-небудь розказаних / The Greatest Story Ever Told — центуріон Лонгин
- 1965 — In Harm's Way — Capt. Rockwell Torrey
- 1965 — The Sons of Katie Elder — John Elder
- 1966 — Cast a Giant Shadow — Gen. Mike Randolph
- 1966 — Ельдорадо / El Dorado — Коул Торнтон
- 1967 — Військовий фургон / The War Wagon — Тоу Джексон
- 1968 — The Green Berets — Col. Mike Kirby
- 1968 — Hellfighters — Chance Buckman
- 1969 — Справжня мужність / True Grit — Рустер Когбьорн
- 1969 — The Undefeated — Col. John Henry Thomas
- 1970 — No Substitute for Victory — Narrator
- 1970 — Chisum — John Chisum
- 1970 — Ріо Лобо / Rio Lobo — полковник МакНеллі
- 1970 — Swing Out, Sweet Land — Himself
- 1970 — Harry Jackson: A Man and His Art — Narrator
- 1971 — Big Jake — Jacob McCandles
- 1972 — The Cowboys — Wil Andersen
- 1972 — Cancel My Reservation — Himself
- 1973 — The Train Robbers — Lane
- 1973 — Cahill, United States Marshal — Deputy U.S. Marshal J.D. Cahill
- 1974 — McQ — Det. Lt. Lon «McQ» McHugh
- 1975 — Brannigan — Lt. James Brannigan
- 1975 — Rooster Cogburn — Rooster Cogburn
- 1976 — Найвлучніший — Джон Бернард Букс
- 1977 — Зоряні війни. Епізод IV — Нова надія — Гаріндан (синтезований голос)
- 1993 — La Classe américaine — George Abitbol

## Згадки у мистецтві
- У фільмі Стенлі Кубрика «Цілісно-металева оболонка» (англ. Full Metal Jacket) рядовий на прізвисько Джокер насміхається над інструктором сержантом Хартманом словами «це ти Джоне Вейн», натякаючи, що той вважає себе ковбоєм.
- У тексті пісні Bicycle Race гурту Queen згадується ім'я актора Джона Вейна серед таких поп-культурних посилань, як «Зоряні війни», Супермен тощо.

- У 2008 році у альбом популярного рок-виконавця Біллі Айдола «Idolize Yourself» увійшла пісня «John Wayne», присвячена видатному актору.
- після знищення дрона на азс у фільмі «Битва за Лос-Анджелес» згадується /подивіться і доробіть/